# مؤتمر هرتسيليا
مؤتمر هرتسيليا (بالإنجليزية: Herzliya Conference)‏ هو مؤتمر يعقد بشكل دوري منذ عام 2000 في مدينة هرتسيليا الواقعة في ما تسمى إسرائيل حالياً

## التأسيس
تأسس مؤتمر هرتسليا عام 2000م بمبادرة من عوزي آراد وهو ضابط سابق في الموساد وشغل منصب المستشار السياسي لرئيس الوزراء بنيامين نتنياهو.

## الراعي المنظم
يتم تنظيم المؤتمر برعاية مركز هرتسيليا للتخصصات المتعددة

## المجتمعون
يجتمع في هذا المؤتمر النخب الإسرائيلية في الحكومة والجيش والمخابرات والجامعات ورجال الأعمال وضيوف من المختصين الأجانب من الولايات المتحدة وأوروبا

## أسباب انعقاد المؤتمر
يتم فيه مناقشة مستقبل كيان إسرائيل ووضعها اقتصاديا وعسكريا واجتماعيا ورصد الأخطار المحيطة بها من الداخل والخارج في دول الجوار وفي الإقليم وفي العالم تحت هدف استراتيجي هو الأمن القومي لإسرائيل.